# Дос
Дос (каз. Дос) — станційне селище у складі Кербулацького району Жетисуської області Казахстану. Входить до складу Сариозецького сільського округу.
Населення — 37 осіб (2021; 139 у 2009, 69 у 1999, 93 у 1989).